# Чемпіонат України з футзалу 2021—2022
Чемпіонат України з футзалу 2021—2022 розпочався 26 серпня 2021 року. Заплановано було провести 27 турів першого етапу та матчі плей-оф. В турнірі взяло участь 9 команд.
У зв’язку з повномасштабною російсько-українською війною, введенням на всій території Україні воєнного стану проведення чемпіонату України було призупинено, а 31 травня 2022 року під час Zoom-конференції керівництва Асоціації футзалу України та керівників команд вирішили завершити чемпіонат та визначити підсумкові місця команд згідно турнірної таблиці станом на 24 лютого 2022 року (20 турів першого етапу). Комплект нагород у сезоні 2021—2022 не вручали, а право участі у Лізі чемпіонів в сезоні 2022—2023 здобула команда Продексім (Херсон), яка станом на 24 лютого 2022 року посідала першу сходинку турнірної таблиці. Однак, через окупацію Херсонщини Продексім не зміг продовжувати тренувальний процес та зберегти склад команди, тому в Лізі чемпіонів взяв участь франківський Ураган.

## Учасники
- АФФК «Суми») (Суми);
- Де Трейдинг (смт. Миколаївка, Донецької обл.);
- Енергія (Львів);
- Кардинал-Рівнестандарт (Рівне);
- Viva Cup (Харків)
- Продексім (Херсон);
- Сокіл (Хмельницький);
- Ураган (Івано-Франківськ);
- ХІТ (Київ);

## Підсумкова турнірна таблиця
| М | Команда                | І  | В  | Н | П  | РМ    | О  |
| - | ---------------------- | -- | -- | - | -- | ----- | -- |
| 1 | Продексім              | 18 | 14 | 2 | 2  | 66−34 | 44 |
| 2 | Ураган                 | 17 | 13 | 2 | 2  | 60−27 | 41 |
| 3 | ХІТ                    | 17 | 12 | 2 | 3  | 85−38 | 38 |
| 4 | Viva Cup               | 18 | 7  | 2 | 9  | 52−48 | 23 |
| 5 | Кардинал-Рівнестандарт | 17 | 7  | 2 | 8  | 50−53 | 23 |
| 6 | Енергія                | 18 | 4  | 7 | 7  | 35−42 | 19 |
| 7 | Де Трейдинг            | 18 | 4  | 2 | 12 | 31−66 | 14 |
| 8 | АФФК «Суми»            | 18 | 4  | 2 | 12 | 33−74 | 14 |
| 9 | «Сокіл»                | 18 | 2  | 4 | 12 | 42−72 | 10 |

Кращі бомбардири на момент завершення турніру:
1. М. Волянюк (Кардинал-Рівнестандарт) - 18
2. А. Фаренюк (Ураган) - 15
3. О. Педяш (ХІТ) - 14
4. О. Школьний (ХІТ) - 13
Станом на 24 лютого 2022 року, після дострокового завершення чемпіонату.